# Sparganium oligocarpon
Sparganium oligocarpon är en kaveldunsväxtart som beskrevs av Ångstr. Sparganium oligocarpon ingår i släktet igelknoppar, och familjen kaveldunsväxter. Inga underarter finns listade i Catalogue of Life.